# Dzięciur kaktusowy
Dzięciur kaktusowy (Melanerpes uropygialis) – gatunek średniej wielkości ptaka z rodziny dzięciołowatych (Picidae). Występuje głównie na pustynnych terenach południowo-zachodnich Stanów Zjednoczonych i zachodniego Meksyku. Nie jest zagrożony wyginięciem.

## Występowanie
Dzięciury kaktusowe najczęściej występują na terenach pustynnych, porośniętych niską roślinnością krzewiastą (charakterystyczną np. dla pustyni Sonora). W USA zamieszkują stany: Nevada, Arizona, Nowy Meksyk oraz południowo-wschodnią Kalifornię.

## Morfologia
Skrzydła i plecy dzięciura kaktusowego są pokryte czarno-białymi paskami. Głowa, szyja, gardło i podbrzusze mają szaro-brązowe ubarwienie. Ciemny ogon ptaka posiada białe paski na środkowych piórach. Samce odróżniają się od samic oraz młodych czerwoną czapeczką na czubku głowy.
Długość ciała dzięciurów kaktusowych waha się od 20 do 25 cm. Masa ciała 51–81 g.

## Rozród
Swoje gniazda budują w dziuplach wykutych w kaktusach z gatunku karnegia olbrzymia (Carnegiea gigantea) lub w drzewach z podrodziny mimozowych. Często wyprowadzają dwa, a nawet trzy lęgi w sezonie. W okresie godowym samica składa w gnieździe 3–5 białych jaj.
Gdy dzięciury opuszczają swoje dziuple przenosząc się w inne rejony, ich gniazda są wykorzystywane przez inne gatunki ptaków, np. przez sóweczki kaktusowe.

## Podgatunki
Wyróżnia się trzy podgatunki M. uropygialis:
- M. u. uropygialis (S. F. Baird, 1854) – południowo-zachodnie USA do zachodniego Meksyku; obejmuje populację wyróżnianą niekiedy jako podgatunek fuscescens.
- M. u. cardonensis (Grinnell, 1927) – północna Kalifornia Dolna (Meksyk)
- M. u. brewsteri (Ridgway, 1911) – południowa Kalifornia Dolna (Meksyk)

## Status
IUCN uznaje dzięciura kaktusowego za gatunek najmniejszej troski (LC, Least Concern). W 2017 roku organizacja Partners in Flight szacowała liczebność populacji lęgowej na 1,5 miliona osobników. BirdLife International uznaje trend liczebności populacji za stabilny, ale według Partners in Flight jest on spadkowy.